# Andrea Nagy
Andrea Nagy (ur. 16 listopada 1971 w Budapeszcie) – węgierska koszykarka, występująca na pozycji rozgrywającej, reprezentantka kraju.

## Osiągnięcia
Na podstawie, o ile nie zaznaczono inaczej.

### NCAA
- Uczestniczka rozgrywek turnieju NCAA (1994, 1995)
- Mistrzyni:
  - turnieju konferencji Trans America Athletic Conference (TAAC – 1992–1995)
  - sezonu regularnego konferencji TAAC (1992–1995)
- Zawodniczka roku konferencji TAAC (1994)
- MVP turnieju konferencji TAAC (1992–1995)
- Najlepsza nowo-przybyła zawodniczka konferencji TAAC (1992)
- Zaliczona do:
  - I składu:
    - Kodak All-American (1994)
    - All-American (1994 przez USBWA, USA Today, 1995 przez USBWA, Women's Basketball News Service)
    - konferencji TAAC (1992–1995)
    - turnieju konferencji TAAC (1992–1995)
    - Freshman All-America (1992 przez Fast Break Magazine, Women's Basketball News Service)

  - III składu All-American (1995 przez AP)
  - Galerii Sław Sportu FIU (2006)
- Liderka:
  - NCAA w:
    - średniej asyst (1994 – 10,3, 1995 – 9,8)
    - liczbie asyst (1994 – 298, 1995 – 315)

  - konferencji TAAC:
    - wszech czasów w:
      - średniej asyst (9,3)
      - liczbie asyst (1165)

    - w średniej asyst (1992 – 8,5, 1993 – 8,7, 1994 – 10,3, 1995 – 9,8)
    - w liczbie:
      - asyst (1992 – 282, 1993 – 270, 1994 – 298, 1995 – 315)
      - przechwytów (1995 – 89)

### Drużynowe
- Mistrzyni Turcji (1999)
- Zdobywczyni Pucharu Turcji (1999)
- Uczestniczka międzynarodowych rozgrywek Euroligi (1999/2000)

### Reprezentacja
Seniorska
- Brązowa medalistka mistrzostw Europy (1991)
- Uczestniczka:
  - mistrzostw Europy (1991, 1993 – 8. miejsce)
  - kwalifikacji:
    - olimpijskich (1992)
    - do Eurobasketu (1999)

Młodzieżowa
- Uczestniczka mistrzostw Europy U–18 (1988 – 11. miejsce, 1990 – 9. miejsce)